# زیگفرید کوچتا
زیگفرید کوچتا (انگلیسی: Zygfryd Kuchta؛ زادهٔ ۵ ژانویهٔ ۱۹۴۴) بازیکن هندبال اهل لهستان است.